# Melinda Dillon
Melinda Dillon   (Hope, 13 d'octubre de 1939 - Los Angeles, 9 de gener de 2023) Melinda Rose Dillon, és una actriu estatunidenca, coneguda pels seus papers en Encontres a la tercera fase i A Christmas Story.

## Biografia
Dillon va néixer a Hope, Arkansas, Estats Units. Filla de Norine E. i W. Dillon, membre de l'exèrcit estatunidenc. Va anar a l'escola de Chicago de Hyde Park Career Academy.
Encara que més coneguda per les seves actuacions secundàries en pel·lícules, Dillon va començar la seva carrera com a comediant d'improvisació i actriu de teatre. Va participar en l'estrena nord-americana de Broadway en Who's Afraid of Virginia Woolf? del dramaturg Edward Albee, el 1962; per la qual li va ser atorgat el premi Tony a la millor actriu en una obra, el 1963; i també va aparèixer en You Know I Can't Hear You When the Water's Running i Paul Sills' Story Theatre.
La primera pel·lícula de l'actriu va ser The April Fools el 1969. Va ser nominada el 1977 a un Óscar a la millor actriu de repartiment pel paper d'una jove mare el fill de la qual és segrestat en Encontres a la tercera fase, pel·lícula escrita i dirigida per Steven Spielberg; i va tenir un paper sense acreditar en el curt The Muppet Movie. Poc després, va aparèixer semi-nua amb Paul Newman en la comèdia clàssica Slap Shot. Quatre anys més tard, va ser nominada a l'Oscar a la millor actriu secundària per la seva interpretació d'una suïcida el 1981, en Sense malícia, davant de Paul Newman. Tenia un paper com a convidada en un episodi de Bonança titulat "Lot A Lawman no és un final feliç" (temporada 11).
Com a comediant, Dillon és potser més coneguda pel seu paper com la mare compassiva de Ralphie i Randy en la pel·lícula A Christmas Story, del 1983, dirigida per Bob Clark. La pel·lícula es basa en una sèrie de contes i novel·les escrits per Jean Shepherd, i segueix Ralphie Parker jove (interpretat per Peter Billingsley) en la seva cerca d'una pistola de balins de Santa Claus.
Cinc anys més tard, va aparèixer al costat de John Lithgow en una comèdia sobre peus grans, anomenada Harry and the Hendersons. Va continuar activa en el món cinematogràfic al llarg de la dècada del 1990; amb petits papers en el drama de Barbra Streisand, El príncep de les marees, pressupostat per Lou Diamond Phillips; i en el drama How to Make an American Quilt.
El 2005, va ser actriu convidada en un episodi de Law & Order: SVU titulat "Blood".

## Filmografia
Filmografia:

### Cinema
| Any  | Títol                                                            | Paper            | Notes |
| ---- | ---------------------------------------------------------------- | ---------------- | --- |
| 1969 | The April Fools                                                  | Leslie Hopkins   | |
| 1976 | Camí a la glòria (Bound for Glory)                               | Mary             | Nominada − Globus d'Or a la nova estrella de l'any                                                             |
| 1977 | Slap Shot                                                        | Suzanne Hanrahan | |
| 1977 | Enigma                                                           | Dora Herren      | Telefilm |
| 1977 | Encontres a la tercera fase (Close Encounters of the Third Kind) | Jillian Guiler   | Nominada − Oscar a la millor actriu secundària                                                                 |
| 1978 | F.I.S.T.                                                         | Anna Zarinkas    | |
| 1979 | The Muppet Movie                                                 | Dona amb globus  | No surt als crèdits                                                                                            |
| 1980 | The Shadow Box                                                   | Agnes            | Telefilm |
| 1981 | Fallen Angel                                                     | Sherry Phillips  | Telefilm |
| 1981 | Sense malícia (Absence of Malice)                                | Teresa           | Premi dels crítics de Kansas City a la millor actriu secundària Nominada − Oscar a la millor actriu secundària |
| 1982 | The Juggler of Notre Dame                                        | Dulcy            | Telefilm |
| 1983 | A Christmas Story                                                | Mare Parker      | |
| 1983 | Right of Way                                                     | Ruda Dwyer       | Telefilm |
| 1984 | Songguió                                                         | Honey Carder     | |
| 1985 | Space                                                            |                  | Telefilm |
| 1986 | Shattered Spirits                                                | Joyce Mollencamp | Telefilm |
| 1987 | Harry and the Hendersons                                         | Nancy Henderson  | |
| 1989 | Nightbreaker                                                     | Paul Brown       | Telefilm |
| 1989 | Staying Together                                                 | Eileen McDermott | |
| 1990 | Spontaneous Combustion                                           | Nina             | |
| 1990 | Captain America                                                  | Mrs. Rogers      | |
| 1991 | El príncep de les marees (The Prince of Tides)                   | Savannah Wingo   | |
| 1993 | Judgment Day: The John List Story                                | Elanor List      | Telefilm |
| 1994 | State of Emergency                                               | Betty Anderson   | Telefilm |
| 1994 | Sioux City                                                       | Leah Goldman     | |
| 1995 | To Wong Foo, Thanks for Everything, Julie Newmar                 | Merna            | |
| 1995 | How to Make an American Quilt                                    | Mrs. Darling     | |
| 1996 | Entertaining Angels: The Dorothy Day Story                       | Germana Aloysius | |
| 1999 | Magnolia                                                         | Rose Gator       | |
| 2001 | Cowboy Up                                                        | Rose Braxton     | |
| 2003 | A Painted House                                                  | Gran Chandler    | Telefilm |
| 2004 | Debating Robert Lee                                              | Mrs. Lee         | |
| 2005 | Adam & Steve                                                     | Dottie           | |
| 2007 | En algun racó de la memòria (Reign Over Me)                      | Ginger Templeman | |

### Televisió
| Any  | Tìtol                             | Paper                | Notes                                        |
| ---- | --------------------------------- | -------------------- | -------------------------------------------- |
| 1963 | The Defenders                     | Jeannie Birch        | Episodi: "The Empty Heart"                   |
| 1964 | East Side/West Side               | Stacey Barbella      | Episodi: "The Beatnik and the Policeman"     |
| 1969 | Bonanza                           | Cissy Summers        | Episodi: "A Lawman's Lot Is Not a Happy One" |
| 1975 | The Jeffersons                    | Daphne               | Episodi: "Harry and Daphne"                  |
| 1976 | Sara                              | Lily Henchard        | Episodi: "Lady"                              |
| 1979 | CHiPs                             | Desconegut           | Episodi: "Death Watch"                       |
| 1981 | Insight                           | Janet                | Episodi: "A Decision to Love"                |
| 1981 | Insight                           | Dona misteriosa      | Episodi: "Rendezvous"                        |
| 1982 | Insight                           | Susie                | Episodi: "The Fiddler"                       |
| 1983 | The Mississippi                   | Desconegut           | Episodi: "Cradle to Grave"                   |
| 1984 | Insight                           | Dona                 | Episodi: "The Game Room"                     |
| 1985 | The Twilight Zone                 | Penny                | Episodi: "A Little Peace and Quiet"          |
| 1995 | The Client                        | Verna Caldwell       | Episodi: "The Peach Orchard"                 |
| 1996 | Picket Fences                     | Mrs. Klausner        | Episodi: "Liver Let Die"                     |
| 2001 | Judging Amy                       | Violet Loomis        | Episodi: "Surprised by Gravity"              |
| 2003 | The Lyon's Den                    | Charlotte Barrington | Episodi: "Pilot"                             |
| 2005 | Law & Order: Special Victims Unit | Jenny Rogers         | Episodi: "Blood"                             |
| 2007 | Heartland                         | Janet Jacobs         | 3 episodis                                   |